# Excitation (physique)
Pour les articles homonymes, voir excitation.

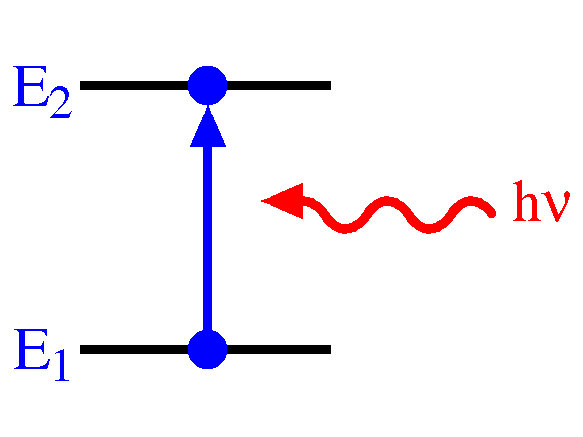
Excitation physique

En physique, on appelle excitation tout phénomène qui sort un système de son état de repos pour l'amener à un état d'énergie supérieure. Le système est alors dans un état excité. Cette notion est particulièrement utilisée en physique quantique, pour laquelle les atomes possèdent des états quantiques associés à des niveaux d'énergie : un système est dans un niveau excité lorsque son énergie est supérieure à celle de l'état fondamental.

## Électron excité

### Généralités
Un électron excité est un électron qui possède une énergie potentielle supérieure au strict nécessaire.
Les électrons dans les atomes sont si petits que ce sont les règles de la mécanique quantique qui comptent pour eux. Une des conséquences les plus importantes en est qu'ils ne peuvent pas avoir n'importe quelle énergie, mais qu'en fonction de la position de l'atome et d'autres atomes des orbites sont formées pour les électrons, avec chacune une énergie potentielle discrète. Chaque orbite peut contenir précisément deux électrons. Dans des conditions normales, les électrons vont toujours rechercher l'orbite qui a l'énergie potentielle la plus basse.
Lorsqu'un électron gagne de l'énergie, par exemple en absorbant l'énergie d'un photon, il peut sauter de son orbite à une orbite possédant une énergie potentielle supérieure. Un électron dans cet état est appelé électron excité. Cet état d'excitation n'est pas un état stable pour un électron et ne peut donc pas durer longtemps : puisqu'une orbite inférieure est disponible, l'électron va - à un moment donné - retourner de lui-même à l'orbite ayant une plus petite énergie potentielle. Il va alors rendre à l'environnement l'énergie qu'il avait gagnée, sous forme d'un photon, de chaleur...
Généralement, le passage à une orbite d'énergie inférieure se fait à une vitesse éclair. Mais parfois, ce passage est - du point de vue de la mécanique quantique - interdit ; dans ce cas, le retour de l'électron à l'orbite inférieure peut durer très longtemps, plusieurs secondes mais même plusieurs minutes dans certains cas. Cet effet est appelé phosphorescence et est, entre autres, utilisé pour fabriquer des jouets luisant dans le noir (qui émettent de la lumière dans l'obscurité pendant un certain temps).
Les différences d'énergie entre les orbites les plus éloignées du noyau de l'atome sont de l'ordre de quelques électron-volts (eV). Les photons qui y correspondent peuvent avoir une longueur d'onde de lumière visible. Cet effet est utilisé par exemple dans les lampes DEL et les lasers.
Les différences d'énergie entre les orbites les plus proches du noyau dans les atomes plus lourds (par exemple des métaux comme le fer, le cuivre et le molybdène) sont des milliers de fois plus importantes (parfois jusqu'à des dizaines de milliers d'électron-volts). Les photons qui y correspondent ont une longueur d'onde du domaine des rayons X.

### Niveau excité
Le niveau excité est le niveau où se trouve un électron après l'absorption d'un photon. En émettant le photon absorbé, l'électron peut revenir du niveau excité à son niveau de départ.
Présentons tout d'abord le contexte dans lequel nous nous baserons, soit l'atome d'hydrogène.
Le modèle de l'atome d'hydrogène est un électron en orbite autour d'un noyau, constitué d'un proton. C'est l'atome le plus simple qui existe. Les électrons sont à des distances précises du noyau. Au repos ou état fondamental (lorsque n = 1 où n est le numéro de la couche), l'orbite de l'électron a un rayon de 1×10-11 mètre (appelé rayon de Bohr). L'électron peut aussi être sur des orbites plus grandes, associées à des nombres entiers n = 2, 3, 4, …, ∞ (= infini).
Le noyau a un rayon de 1×10-15 mètre. L'atome au repos est donc 10 000 fois plus gros que le noyau. Si le noyau avait la taille d'une bille, l'atome aurait la taille d'une sphère dont le diamètre égalerait la longueur de 4 terrains de football.
Ainsi, l'atome peut passer de l'état fondamental à un état excité en absorbant un photon de lumière. Il peut aussi revenir à son état fondamental en émettant de la lumière dont la couleur (associée à la longueur d'onde) va dépendre des niveaux d'énergie de l'atome.
Le passage du niveau n2 au niveau n1 correspond à une émission/absorption de longueur d'onde lambda, telle que {\displaystyle {\frac {1}{\lambda }}=R_{H}\left({\frac {1}{n_{1}^{2}}}-{\frac {1}{n_{2}^{2}}}\right)}, avec RH ≈ 1,1 × 107 m−1 (constante infinie de Rydberg).
Si l'atome reçoit suffisamment d'énergie, l'électron passe du niveau n = 1 au niveau n = infini. L'atome perd alors son unique électron et devient un cation (ion positif). La longueur d'onde correspondante est 0,91×10-7 m (dans l'ultraviolet).
Dans l'atmosphère d'une étoile, les atomes d'hydrogène, éclairés par l'étoile, absorbent uniquement les couleurs qui les font passer d'un niveau à un autre.

## Atomes et molécules excitées
Les atomes et les molécules excités sont des atomes et des molécules dont au moins un électron est dans un état excité, par exemple He*, He*
2 et He*
4.